# Ormosia xylocarpa
Ormosia xylocarpa là một loài thực vật có hoa trong họ Đậu. Loài này được Merr. & L.Chen miêu tả khoa học đầu tiên.